# Observatoire Karl-Schwarzschild
L'observatoire Karl Schwarzchild (Karl-Schwarzschild-Observatorium) est un observatoire astronomique appartenant à l'institut Thüringer Landessternwarte (observatoire d'État de Thuringe) ’Karl Schwarzschild’ Tautenburg.  En 1992, il fut acheté par le land de Thuringe. Il possède le plus grand télescope d'Allemagne et la plus grande chambre de Schmidt du monde (2 mètres), qui fut construite par VEB Zeiss Jena (la branche de Zeiss située à Iéna qui était alors en  Allemagne de l'Est). Il est situé à Tautenburg (à 10 kilomètres au nord-est de Iéna), fut fondé en 1960 et nommé d'après le célèbre physicien Karl Schwarzschild.

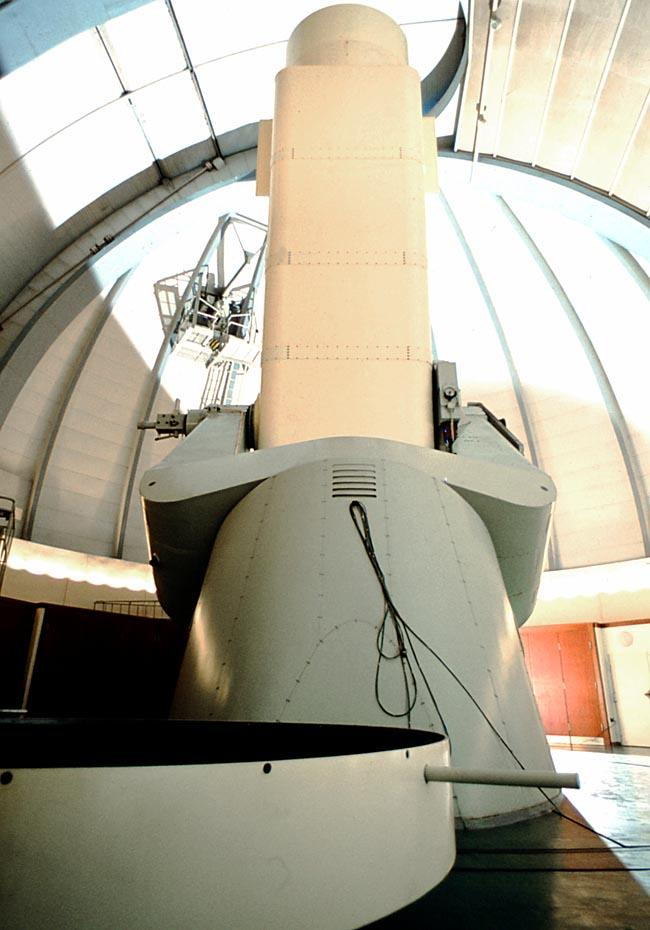
Le télescope Alfred-Jensch.

Le 5 avril 2005, l'observatoire découvrit une exoplanète autour de l'étoile HD 13189.
Position géographique :
- Latitude :   50° 58´ 48.4" Nord
- Longitude :  11° 42´ 40.2" Est
- Altitude :  341 m